# 青山えりか
青山 えりか（あおやま えりか、1959年12月27日 - ）は、日本の少女小説家。現在は黒部エリ名義でライターとして活動中。

## 経歴・人物
父親の赴任先であったインドネシアのジャカルタ市に生まれる。しかし育ちは東京都であり、晃華学園女子高等学校、早稲田大学第一文学部卒。1980年代には講談社刊の“ホットドッグ・プレス”誌を軸に、第1線のフリーランスのライターとして活躍していた。作家としては1989年1月に、『だからお願いティンカーベル』で、講談社の今は無き少女小説レーベル「講談社X文庫ティーンズハート」よりデビューし、1996年までに33作品36冊を執筆した。
1993年ごろには渡米しており、ニューヨーク市マンハッタンに居住とのこと。
2001年には仲間とウェブマガジン「ニューヨーク・ニッチ」を立ち上げている。

## 作品リスト
特記のない限り講談社X文庫ティーンズハートから刊行されている
- 『だからお願いティンカーベル』（1989年1月）
- 『ネバーランドに連れてって』（1989年3月）
- 『みんなだれかに恋してる』（1989年6月）
- 『男のコにはわからない』（1989年8月）
- 『どう思ってくれてるの？』（1990年2月）
- 『素直じゃないよね』（1990年3月）
- 『ラヴリーをあげるね』（1990年5月）
- 『小麦色のバレンタイン』（1990年7月）
- 『好きから始まる夏物語 5人の恋のストーリー』（1990年8月）
- 『彼には手を出さないで』（1991年2月）
- 『好きから始まる春物語 5人の恋のストーリー』（1991年5月）
- 『教室で結婚しよう』（1991年7月）
- 『夏休みのおまじない』（1991年8月）
- 『好きから始まる秋物語 5人の恋のストーリー』（1992年10月）
- 『女のコは負けない!!』（1992年1月）
- 『好きから始まる冬物語 5人の恋のストーリー』（1992年3月）
- 『赤い糸のロマンス』（1992年5月）
- 『ぶっとびベイビー 1』（1992年7月）
- 『ぶっとびベイビー 2』（1992年9月）
- 『ぶっとびベイビー 3』（1993年2月）
- 『好きから始まるKISS物語』（1993年3月）
- 『アイドル♡ぱらだいす 1st』（1993年6月）
- 『アイドル♡ぱらだいす 2nd』（1993年7月）
- 『あのコはハンサムボーイ』（1993年9月）
- 『キューピッドにお願い♡』（1993年11月）
- 『きみはひとりじゃない』（1994年2月）
- 『好きから始まる教室物語』（1994年7月）
- 『恋の悩みに答えます♡』（1994年9月）
- 『好きから始まる放課後物語』（1994年12月）
- 『バレンタインに告白します イチゴの恋愛相談室』（1995年2月）
- 『かわいい女の子になれるkiss』（1995年8月）
- 『好きから始まる純愛物語』（1995年10月）
- 『世界でいちばんきみが好き』（1996年1月）
- 『モモの初恋物語 お兄ちゃんにはないしょだよ』（1996年7月）
- 『モモの海岸物語 子どもだっていわないで』（1996年9月）
- 『好きから始まる告白物語』（1996年11月）